# Свитальский, Николай Игнатьевич
Николай Игнатьевич Свитальский (12 [24] декабря 1884, Рогозное, Харьковская губерния — 15 сентября 1937, Днепропетровск) — советский геолог, действительный член (1930) и вице-президент (1935) АН УССР.

## Биография
Родился 12 (24) декабря 1884 года в селе Рогозное (ныне в Сумском районе).
После окончания Петербургского горного института проводил геологические исследования в Восточной Сибири, позже работал в Геологическом комитете и Петроградском горном институте (профессор).
С 1926 года — помощник директора Геологического комитета, с 1935 года — директор Института геологических наук АН УССР и одновременно профессор Киевского университета.
В 1930—1934 годах — председатель Государственной комиссии по запасам полезных ископаемых.
В 1937 году арестован и расстрелян в Днепропетровске. Реабилитирован 8 октября 1957 года.

## Семья
- Жена (с 1907): Ольга Иосифовна Матусевич (1888—1944);
  - Дочь, Ксения Николаевна Свитальская (1907—1984), — первая жена советского писателя и учёного-палеонтолога Ивана Ефремова.

## Научная деятельность
Изучал Криворожский железорудный бассейн (1921—1926), исследовал проблемы рудопроявлений Нагольного кряжа (Донбасс) и нефтеносности Днепровско-Донецкой впадины. 
Его работы на Урале использованы для обоснований строительства Магнитогорского металлургического комбината. Инициатор применения глубокого алмазного бурения. 

### Научные труды
- Железнорудное месторождение Кривого Рога и генезис его руд («Известия Геологического комитета» за 1924, Т. 43, ч. 1);
- Классификация изверженных горных пород по признаку насыщения («Геологический журнал», 1935, Т. 1, выпуски 3—4);
- Соляная тектоника Северо-Украинской мульды и возможность нахождения в ней нефти («Известия АН СССР», 1936, Ч. 5—6).

## Память
- В его честь назван изумрудно-зелёный слюдистый минерал — свитальскит;
- В 2016 году именем названа бывшая улица Коротченко в городе Кривой Рог.